# Монтанер, Рикардо
Рика́рдо Монта́нер (Эктор Эдуардо Реглеро Монтанер, исп. Ricardo Montaner, род. 8 сентября 1957 г., Авельянеда, провинция Буэнос-Айрес, Аргентина) — венесуэльский автор-исполнитель.

## Биография
Рикардо Монтанер переехал с семьей в Венесуэлу, когда ему было 6 лет, и жил в Маракайбо, где вырос и сформировался как певец. В августе 2014 года получил гражданство Колумбии с согласия президента Колумбии в то время Хуана Мануэля Сантоса. В 1987 году певец получил широкую известность в Венесуэле. Хотя Монтанер написал большую часть своих песен сам, он тесно сотрудничал с другими авторами в Латинской Америке: Пабло Монтанелло, Иланом Честером и Оскаром Гомесом. С 1991 года пишет саундтреки к фильмам. В 1997 году Рикардо Монтанер уже хорошо известен в испаноязычном музыкальном мире. Такие песни как Déjame llorar, Será, La mujer de mi vida, Es así и Bésame стали очень популярны по всему миру.

### Начало музыкальной карьеры
В 14 лет Монтанер написал свою первую песню Noches de primavera, вдохновлённый своей девушкой Аной Ваз, которая впоследствии станет его женой и матерью его двух сыновей. В Маракайбо он выступал в церковном хоре, что оказало на него большое влияние; самостоятельно учился играть на гитаре и барабанах. В 16 лет (1973 год) Рикардо Монтанер был барабанщиком в рок-группе под названием Scala, пока однажды, во время одного из выступлений, певец не заболел; Монтанер занял его место и получил одобрение зрителей, это было его первое выступление на публике. Два года спустя Рикардо Монтанер начал петь баллады на семейных торжествах, изучая в это время журналистику.
Первая песня на международном уровне была спета им на фестивале в Перу — Canta, viejo, canta, после этого певец решил взять псевдоним Рикардо Монтанер. В 1978 году он самостоятельно записывает свой первый альбом Mares и участвует в Анконском фестивале в Перу 1968—1984 гг. с песней Murallas, после чего приобретает некоторую популярность. В 1982 году Монтанер записал песню Cada Día и и одноименный альбом Cada Día. В 1987 году Рикардо Монтанер стал широко популярен в Венесуэле с синглами Yo Que Te Amé и Vamos Dejarlo из альбома Ricardo Montaner.

### Успех
Первый международный успех пришел к Рикардо Монтанеру в 1988 году — после выпуска альбома Ricardo Montaner 2 , который включал хиты Tan Enamorados и A Donde Va El Amor. Песня Tan Enamorados была использована при создании популярной теленовеллы Niña Bonita, благодаря чему эта и другие его песни стали широко известны в странах Латинской Америки. 4 альбома Монтанера стали платиновыми только в Аргентине. Его два следующих альбома Un Toque de Misterio и En el Último Lugar del Mundo стали классикой популярной музыки в Мексике, Центральной и Южной Америке с хитами La Cima del Cielo, Me Va a Extrañar, Déjame Llorar и Será.
К 1992 году Рикардо Монтанер записывает альбом Los Hijos del Sol с песнями Castillo Azul, Honda и Piel Adentro. В том же году Монтанер записал дуэт с Mishelle — была спета латиноамериканская версия песни A Whole New World для мультфильма Аладдин — Un Mundo Ideal. Кроме того, он выпустил сингл La pequeña Venecia, в котором демонстрирует огромную любовь и признательность к народу Венесуэлы, своей второй родины.
В 1994 году Рикардо Монтанер написал и спродюсировал все песни альбома Una Mañana y un Camino.

### Изменения в стиле
К 1997 году Рикардо Монтанер был уже хорошо известен в испаноязычном музыкальном мире и мог позволить себе экспериментировать с другими стилями музыки, но не забывая и стиль, который сделал его популярным десятилетием ранее. Работая снова с Пабло Манавелло и с новой компанией звукозаписи Warner Music Latina Монтанер выпустил триумфальный альбом Es Así с одноименной песней, который принёс ему большую популярность в испаноговорящих районах Соединенных Штатов и позволил совершить турне по более чем 17 странам Латинской Америки. Рикардо Монтанер также приобрел популярность в Испании; песни La Mujer de Mi Vida, Para Llorar и Es Así стали очень известны.
В 1999 году Рикардо Монтанер записал альбом Con la London Metropolitan Orchestra с оркестром London Metropolitan Orchestra; в альбом были включены прошлые хиты и новая песня El Poder de tu amor. Альбом оказался весьма успешным, было продано более одного миллиона экземпляров. Над Con la London Metropolitan Orchestra Монтанер работает вместе с аранжировщиком, композитором и продюсером Бебу Сильветти, послужной список которого включала работа с такими звездами как Луис Мигель, Андреа Дель Бока, Пласидо Доминго, Пол Анка, Энгельберт Хампердинк, Армандо Мансанеро, учеником Сильветти был пианист Рауль Ди Бласио.
Рикардо Монтанер сделал еще один музыкальный эксперимент — в стиле болеро в 2001 году с альбомом Sueño Repetido и песней Bésame, ставшей хитом во всем мире. В альбоме также содержатся две кавер-версии итальянских песен — Il Mare Nel Tramonto и Storie di tutti i giorni Рикардо Фольи. Монтанер также записал Bésame и Storie di tutti i giorni на португальском языке для бразильской публики. Работа с Хуаном Карлосом Калдероном, Кике Сантадером и Бебу Сильветти будет иметь ключевое значение для Рикардо Монтанера — это подняло его песни и в целом его популярность на новый уровень в 2002—2004 годах.
Альбомы 2002 года — Suma (тоже стиль болеро) с оркестровыми аранжировками и звуками клавишных, на которых играл Бебу Сильветти, и 2003 года — Prohibido Olvidar (в основном — баллады, с Кике Сантадером) имели коммерческий успех и широкое признание. Песня Si Tuviera Que Elegir из альбома Suma была написана Монтанером для дочери. В 2004 году он записал альбом Con La London Metropolitan Orchestra Vol. 2 ещё раз с London Metropolitan Orchestra, с последними хитами и двумя новыми песнями: Desesperado и Esta Escrito. Альбом посвящён памяти Бебу Сильветти, умершему в 2003 году; продюсером и композитором альбома стал Хуан Карлос Кальдерон, ранее работавший с Луисом Мигелем, Мириам Эрнандес и др. В 2005 Монтанер возвратился к компании звукозаписи EMI и записал альбом Todo y Nada с песнями Cuando a mi Lado Estas и Nada. С этим альбомом Рикардо Монтанер был номинирован на Латинскую Грэмми за альбом и за песню года — Cuando a mi Lado Estas. Были и неальбомные песни — Amarte es mi Pecado и Heridas de Amor — они использовались в популярных мексиканских теленовеллах, став также очень известными.

### Последние годы
В 2007 году вышел альбом Las Mejores Canciones Del Mundo (продюсер Адриан Посс) с песнями Hoy Tengo Ganas De Ti, Nostalgias (аргентинская версия), Échame A Mí La Culpa (совместно с Хуанесом).
20 ноября того же 2007 года вышел альбом Las Mejores Canciones Del Mundo II — Y Algunas Mías…! с песнями Cuando Un Amigo Se Va, Ansiedad, Bésame (совместно с Pasión Vega), а также с дуэтом с аргентинской певицей Патрисией Соса — Un amor más grande que el amor.
В 2012 году новый сингл Convénceme имел большой успех на радио. Новый альбом Viajero Frecuente вышел 16 октября 2012 года, в альбом позже была включена песня La Gloria De Dios, посвящённая Ромине Ян.
В 2012 году Рикардо Монтанер был одним из судей конкурса «Голос Колумбии» в Боготе, где его подопечная Миранда была выбрана как лучший голос страны.

## Благотворительная деятельность
С 1993 года Рикардо Монтанер имеет благотворительный фонд «Дети солнца» в Венесуэле, занимающийся распределением продовольствия и кампанией по вакцинации детей-сирот и детей из малообеспеченных семей. В 2005 году он с женой Марлен Родригес Миранда основал фонд «Окно небес», работающий с детьми с ограниченными возможностями. В 2007 году Рикардо Монтанер был послом доброй воли ЮНИСЕФ.

## Личная жизнь
Рикардо Монтанер живёт с женой Марлен Родригес Миранда в Майами-Бич, Флорида, США, имеет троих детей: Рикардо Андрес, Маурисио Альберто и Эвалуна. Также у него два сына от предыдущего брака: Алехандро Мануэль Монтанер и Эктор Эдуардо Монтанер.

## Дискография
| Дата выпуска | Название                                                      |
| ------------ | ------------------------------------------------------------- |
| 1976         | Mares                                                         |
| 1983         | Cada día                                                      |
| 1984         | Ricardo Montaner                                              |
| 1987         | Ricardo Montaner                                              |
| 1988         | Ricardo Montaner 2                                            |
| 1990         | Un toque de misterio                                          |
| 1991         | En el último lugar del mundo                                  |
| 1992         | Los hijos del sol                                             |
| 1994         | Ricardo Montaner y sus amigos                                 |
| 1994         | Una mañana y un camino                                        |
| 1995         | Viene del alma                                                |
| 1997         | Es así                                                        |
| 1999         | Con la London Metropolitan Orchestra                          |
| 2001         | Sueño repetido                                                |
| 2002         | Suma                                                          |
| 2003         | Para meus amigos                                              |
| 2003         | Prohibido olvidar                                             |
| 2004         | Ricardo Montaner con la London Metropolitan Orchestra, Vol. 2 |
| 2005         | Tengo verano                                                  |
| 2005         | Todo y nada                                                   |
| 2007         | Las mejores canciones del mundo                               |
| 2008         | Las mejores canciones del mundo II — Y algunas mías…          |
| 2008         | Un camino de éxitos                                           |
| 2009         | Las cosas son como son                                        |
| 2010         | Soy feliz                                                     |
| 2012         | Viajero Frecuente                                             |
| 2014         | Agradecido                                                    |
| 2016         | Ida y Vuelta                                                  |
| 2019         | Montaner                                                      |

## Видеография
| Дата выпуска | Название |
| ------------ | --- |
| 1986         | Yo Que Te Amé |
| 1986         | Yo Que Te Amé (вторая версия) |
| 1986         | Ojos Negros |
| 1987         | Siempre y porque si (с Melissa) |
| 1988         | Tan Enamorados |
| 1988         | A Dónde Va El Amor |
| 1988         | Sólo Con Un Beso |
| 1991         | Yo sin ti |
| 1991         | Me va a extrañar |
| 1991         | La cima del cielo |
| 1992         | Déjame llorar |
| 1992         | Será |
| 1992         | Por una noche de tu sol |
| 1992         | Muchacha |
| 1992         | Vamos pa' la conga |
| 1993         | Castillo azul |
| 1994         | La pequeña Venecia |
| 1994         | No Te Pareces a Mí |
| 1994         | Cachita |
| 1994         | Quisiera |
| 1994         | Un mundo ideal (с Michelle) |
| 1995         | Pasa todo |
| 1995         | Soy Tuyo |
| 1997         | Es así |
| 1997         | Para Llorar |
| 1999         | El Poder de tu amor |
| 1999         | Ojos Negros (с London Metropolitan Orchestra) |
| 2001         | Bésame |
| 2001         | El Último Adiós (с Рики Мартином, Алехандро Сансом, Талией, Хуаном Луисом Геррой, Глорией Эстефан, Ольгой Таньон, Селией Крус, Джеси Веласкес, Марко Антонио Солисом, Лусией Мендес, Дженнифер Лопес, Паулиной Рубио, Джоном Секадой, Шакирой, Юри, Мигелем Бозе, Кристиной Агилерой, Хосе Фелисиано и др.) |
| 2002         | Yo Puedo Hacer |
| 2002         | Si Tuviera Que Elegir |
| 2003         | Que Ganas |
| 2003         | No llores mama |
| 2004         | Desesperado |
| 2004         | Ay amor |
| 2005         | Hay una respuesta (с Marcos Witt, Юри и др.) |
| 2005         | Cuando A Mi Lado Estas |
| 2005         | Nada (акустическая версия) |
| 2005         | Nada (с Rafael Amargo) |
| 2007         | Hoy Tengo Ganas De Ti |
| 2007         | Echame A Mi La Culpa |
| 2007         | La Gloria de Dios (с Noemi Luz) |
| 2007         | Un Amor más grande que el Amor (с Patricia Sosa) |
| 2008         | Algo De Mi |
| 2009         | Para Un Poco |
| 2009         | Ya te olvidé (с Arthur Hanlon) |
| 2010         | Soy Feliz |
| 2012         | Convénceme |
| 2012         | La Gloria de Dios (с Evaluna Montaner) |
| 2012         | Time |
| 2013         | Déjame Soñar (с India Martínez) |

## Фильмография
| Год       |   | Русское название          | Оригинальное название | Роль        |
| --------- | - | ------------------------- | --------------------- | ----------- |
| с 1997    | с | Проснись, Америка!        | Despierta América!    | в роли себя |
| 1999—2001 | с | Я – Бетти, дурнушка       | Yo soy Betty, la fea  | в роли себя |
| 2005      | с | La noche del 10           | La noche del 10       | в роли себя |
| 2006—2007 | с | Самая прекрасная дурнушка | La Fea Más Bella      | в роли себя |
| 2007—2010 | с | Почти ангелы              | Casi Ángeles          | Тик Так     |